# Contea di Middlesex (Canada)
La contea di Middlesex è una contea dell'Ontario in Canada. Al 2006 contava una popolazione di 422 333 abitanti. Ha come capoluogo London.